# سبری (کنتاکی)
سبری (به انگلیسی: Sebree) شهری در ایالت کنتاکی کشور ایالات متحده آمریکا است که جمعیت آن در سرشماری سال ۲۰۱۰ میلادی، ۱٬۶۰۳ نفر بوده‌است.